# Onogoro
En la mitologia japonesa, Onoroko (オノゴロ島) és la primera illa de la terra creada per Izanagi i Izanami remenant l'oceà amb una llança amb pedres precioses fins que va quallar. Tots dos hi van construir a sobre una casa amb una columna al mig que és el pilar del món. La parella la va envoltar i en trobar-se es van prometre en matrimoni. És on van tenir a Hiruko.